# ウーピー・ゴールドバーグ
ウーピー・ゴールドバーグ（Whoopi Goldberg, 本名：Caryn Elaine Johnson, 1955年11月13日 - ）は、アメリカ合衆国ニューヨーク出身の女優、コメディエンヌ、歌手。エミー賞、グラミー賞、オスカー（アカデミー賞）、トニー賞の4つの賞をすべて受賞した人物（EGOT）である。

## 経歴
ニューヨーク大学卒業。『スタートレック』に登場する黒人士官ウフーラを演じたニシェル・ニコルズに強く影響されて女優を志した。放映当時、黒人かつ女性がSFのTVシリーズのレギュラーを、しかも軍隊（に準じる組織）の士官を演じることは極めて異例であり、ウフーラは多くのアメリカ黒人女性に大きな希望を与えたという。その経緯から、SFドラマ『新スタートレック』シリーズに、本人の希望もあって「ガイナン」役で準レギュラー出演を果たしている。
8歳の頃にニューヨークにあるハドソン・ギルドの劇場で演劇デビュー。1975年にサンディエゴに移住していくつかの舞台に出演。1980年代初頭にサンフランシスコ・ベイエリアに移住してバークレーの前衛劇団「Blake Street Hawkeyes 」に参加。その後、スタンダップ・コメディの舞台やテレビにも出るようになった。
1984年の「The Spook Show」公演が注目を浴びる。同公演の録音で第28回グラミー賞最優秀コメディ・アルバム賞受賞。
当時のステージネームは"Whoopi Cusion(ブーブークッション)"であり、現在の芸名はこの頃の名残である。ゴールドバーグというドイツ系ユダヤ人の苗字を名乗ったのは、母がジョンソンという苗字をスターになるには「充分にユダヤ的」でないと考えたためであるという。
サンフランシスコの舞台に立っていたところを『カラーパープル』の原作者アリス・ウォーカーに見いだされ、1985年に制作された映画版の主役としてデビューした。
1990年度公開の映画『ゴースト/ニューヨークの幻』での演技でアカデミー助演女優賞を受賞し、1992年に主演したコメディ映画『天使にラブ・ソングを…』が半年に及ぶロングランを記録したことで世界的に有名になった。
2007年、ゲスト出演したCNN『ラリー・キング・ライブ』にて、女優を引退しトークショー等の司会に専念すると宣言。現在は朝のラジオ番組『Wake Up With Whoopi』でメインを務め、2007年9月からはアメリカ・ABCのトーク番組『The View』の共同ホストの一人となっている。
2017年、ウォルト・ディズニー・カンパニーに対して多大な貢献を果たした人物に授与される「ディズニー・レジェンド」を授与された。

## その他
女性として初めてアカデミー賞授賞式の司会を務めた（その後も数回、司会を務めている）。
テレビ司会者としては、辛口コメントや女性の悩みを奔放に話す豪快な切り口で知られる。
私生活では、3度の結婚歴がある。最初の結婚で一人娘で俳優のアレックス・マーティン（1973年-）をもうけている。俳優のテッド・ダンソンやフランク・ランジェラと交際していた時もあった。
学習障害の一種、字を書くことに障害が出るディスグラフィア（書字表出障害）を持っていることを明らかにした。
ビートルズのファンであり、ドキュメンタリー映画『ザ・ビートルズ〜EIGHT DAYS A WEEK - The Touring Years』にも活動当時を知るファンの1人として出演し、彼らの『エド・サリヴァン・ショー』初出演で初めて目撃した時の印象や、母親にサプライズでシェイ・スタジアム公演に連れて行ってもらったエピソードなどをインタビューで答えている。

### ホロコースト発言
2022年1月31日、ウーピーは自身が司会を務めている番組『ザ・ビュー』において、「ホロコーストは人種問題ではない。別の人間に対する非人道的な行いだ」「これは白人が白人にやっていること」などと発言。歴史的事実に反するとして、ユダヤ系の団体などが強く反発していた。
ウーピーは2022年2月1日放送の同番組の冒頭において、「ヒトラーとナチスは、ユダヤ人を劣った人種とみなしていたため、実際には人種をめぐるものだった」と謝罪したが、番組を制作しているABCニュース社長のキム・ゴドウィンは「彼女に発言の影響について深く考え、学ぶことを求めた」として、2週間の出演停止処分にしたことをTwitterにて明らかにした。

## 主な出演作品

### 映画
| 年   | 題名 | 役名                                        | 備考                                                                                            | 吹き替え                                                               |
| ---- | --- | ------------------------------------------- | ----------------------------------------------------------------------------------------------- | ---------------------------------------------------------------------- |
| 1985 | カラーパープル The Color Purple                                                                          | セリー・ジョンソン                          | ゴールデングローブ賞 主演女優賞 (ドラマ部門) 受賞                                               | 此島愛子（TBS版）                                                      |
| 1986 | ジャンピン・ジャック・フラッシュ Jumpin' Jack Flash                                                      | テリー・ドリトル                            |                                                                                                 |                                                                        |
| 1987 | バーグラー/危機一髪 Burglar                                                                              | バーニス                                    |                                                                                                 |                                                                        |
| 1987 | 危険な天使 Fatal Beauty                                                                                  | リタ・リゾーリ                              |                                                                                                 |                                                                        |
| 1988 | ウーピー・ゴールドバーグの ザ・テレフォン The Telephone                                                  |                                             |                                                                                                 |                                                                        |
| 1988 | マイフレンド，クララ Clara's Heart                                                                       | クララ・メイフィールド                      |                                                                                                 |                                                                        |
| 1988 | ビバリーヒルズ・ブラッツ Beverly Hills Brats                                                             | 本人                                        |                                                                                                 |                                                                        |
| 1989 | 天使のキス・ショット Kiss Shot                                                                           | サラ・コリンズ                              | テレビ映画                                                                                      | 羽鳥靖子                                                               |
| 1989 | 天使が降りたホーム・タウン Homer and Eddie                                                               | エディ                                      |                                                                                                 |                                                                        |
| 1990 | ゴースト/ニューヨークの幻 Ghost                                                                          | オダ・メイ・ブラウン                        | アカデミー助演女優賞 受賞 ゴールデングローブ賞 助演女優賞 受賞 英国アカデミー賞 助演女優賞 受賞 | 小宮和枝（ソフト版） 今井和子（フジテレビ版） 片岡富枝（テレビ朝日版） |
| 1990 | ロング・ウォーク・ホーム The Long Walk Home                                                              | オデッサ                                    |                                                                                                 |                                                                        |
| 1991 | ソープディッシュ Soapdish                                                                                | ローズ・シュワルツ                          | 竹口安芸子（VHS版）                                                                             |                                                                        |
| 1991 | ハウス・パーティ/パジャマでシェイクヒップ! House Party 2                                                 | 教授                                        | クレジットなし                                                                                  |                                                                        |
| 1992 | ザ・プレイヤー The Player                                                                                | アヴェリー                                  |                                                                                                 | 磯辺万沙子（ソフト版） 藤木聖子（テレビ朝日版）                        |
| 1992 | 天使にラブ・ソングを… Sister Act                                                                         | デロリス （シスター・メアリー・クラレンス） | 後藤加代（ソフト版） 中村晃子（日本テレビ版）                                                   |                                                                        |
| 1992 | サラフィナ! Sarafina!                                                                                    | メアリー・マセンブコ                        |                                                                                                 |                                                                        |
| 1993 | ローデッド・ウェポン1 Loaded Weapon 1                                                                    | ビリー・ヨーク                              | クレジットなし                                                                                  | 水原リン（標準語版） 町野あかり（関西弁版）                            |
| 1993 | メイド・イン・アメリカ Made in America                                                                   | サラ・マシューズ                            |                                                                                                 | 小宮和枝                                                               |
| 1993 | 天使にラブ・ソングを2 Sister Act 2: Back in the Habit                                                    | デロリス（シスター・クラレンス）            | 後藤加代（ソフト版） 中村晃子（日本テレビ版）                                                   |                                                                        |
| 1994 | ライオン・キング The Lion King                                                                           | シェンジ                                    | 声の出演                                                                                        | 片岡富枝                                                               |
| 1994 | ちびっこギャング The Little Rascals                                                                      | バックウィートの母親                        |                                                                                                 |                                                                        |
| 1994 | コリーナ、コリーナ Corrina, Corrina                                                                      | コリーナ・ワシントン                        | 後藤和代                                                                                        |                                                                        |
| 1994 | スタートレック ジェネレーションズ Star Trek: Generations                                                 | ガイナン                                    | クレジットなし                                                                                  | 東美江                                                                 |
| 1995 | セルロイド・クローゼット The Celluloid Closet                                                            | -                                           | ドキュメンタリー                                                                                |                                                                        |
| 1995 | ボーイズ・オン・ザ・サイド Boys on the Side                                                              | ジェーン                                    |                                                                                                 | 中村晃子                                                               |
| 1995 | ムーンライト&ヴァレンチノ Moonlight and Valentino                                                        | シルヴィー・モロー                          | 片岡富枝                                                                                        |                                                                        |
| 1995 | T-REX Theodore Rex                                                                                       | ケイティ                                    | 小宮和枝                                                                                        |                                                                        |
| 1996 | サンシャイン・ボーイズ/すてきな相棒 The Sunshine Boys                                                    | 看護師                                      | テレビ映画 クレジットなし                                                                       |                                                                        |
| 1996 | エディー 勝利の天使 Eddie                                                                                | エドウィナ（エディ）・フランクリン          |                                                                                                 | 小宮和枝                                                               |
| 1996 | 僕のボーガス Bogus                                                                                       | ハリエット・フランクリン                    | 磯辺万沙子                                                                                      |                                                                        |
| 1996 | チャンス! The Associate                                                                                  | ローレル                                    | 小宮和枝（ソフト版） 片岡富枝（機内上映版）                                                     |                                                                        |
| 1996 | ゴースト・オブ・ミシシッピー Ghosts of Mississippi                                                       | マーリー・エヴァーズ                        | 後藤加代                                                                                        |                                                                        |
| 1997 | イン&アウト In & Out                                                                                     | 本人                                        | クレジットなし                                                                                  | 小宮和枝                                                               |
| 1997 | フォーエヴァー・ライフ/旅立ちの朝 In the Gloaming                                                        | Nurse Myrna                                 | テレビ映画                                                                                      | 巴菁子                                                                 |
| 1997 | アラン・スミシー・フィルム An Alan Smithee Film:Burn Hollywood Burn                                      | ウーピー・ゴールドバーグ                    |                                                                                                 | 小宮和枝                                                               |
| 1997 | シンデレラ Cinderella                                                                                    | クイーン・コンスタンティナ                  | テレビ映画                                                                                      | 小宮和枝（NHK-BS2版） 斉藤貴美子（Disney+版）                          |
| 1998 | ステラが恋に落ちて How Stella Got Her Groove Back                                                        | デライラ・アブラハム                        |                                                                                                 |                                                                        |
| 1998 | ラグラッツ・ムービー The Rugrats Movie                                                                   |                                             | 声の出演                                                                                        |                                                                        |
| 1998 | キャメロットの騎士/ハイテク科学者中世 A Knight in Camelot                                                | ヴィヴィアン・モーガン                      | テレビ映画                                                                                      |                                                                        |
| 1999 | ディープエンド・オブ・オーシャン The Deep End of the Ocean                                               | キャンディ・ブリス                          |                                                                                                 | 小宮和枝                                                               |
| 1999 | 不思議の国のアリス Alice in Wonderland                                                                   | チェシャ猫                                  | テレビ映画                                                                                      | 真山亜子                                                               |
| 1999 | レプリコーン/妖精伝説 The Magical Legend of the Leprechauns                                              |                                             | テレビ映画                                                                                      | 小宮和枝                                                               |
| 1999 | 17歳のカルテ Girl, Interrupted                                                                           | ヴァレリー・オーウェンズ                    |                                                                                                 | 小宮和枝                                                               |
| 2000 | ロッキー&ブルウィンクル The Adventures of Rocky and Bullwinkle                                           | 判事                                        | ノンクレジット                                                                                  | くじら                                                                 |
| 2001 | 愛と憎しみの法廷 What Makes a Family                                                                     | テリー・ハリソン                            | テレビ映画 兼製作総指揮                                                                         |                                                                        |
| 2001 | カモン・ヘブン! Kingdom Come                                                                             | レイネル・スローカム                        |                                                                                                 |                                                                        |
| 2001 | モンキーボーン Monkeybone                                                                                | デス                                        | 小宮和枝                                                                                        |                                                                        |
| 2001 | ラットレース Rat Race                                                                                    | ヴェラ・ベイカー                            | 片岡富枝                                                                                        |                                                                        |
| 2001 | ウーピーはMissサンタクロース Call Me Claus                                                               | ルーシー                                    | テレビ映画 兼製作総指揮                                                                         |                                                                        |
| 2002 | デブラ・ウィンガーを探して Searching for Debra Winger                                                    | -                                           | ドキュメンタリー                                                                                | 森久美子                                                               |
| 2002 | マペットのメリー・クリスマス It's a Very Merry Muppet Christmas Movie                                    | ダニエルのボス                              | テレビ映画                                                                                      | 小宮和枝                                                               |
| 2002 | ネメシス/S.T.X Star Trek: Nemesis                                                                        | ガイナン                                    | クレジットなし                                                                                  |                                                                        |
| 2003 | トナカイのブリザード Blizzard                                                                            | ブリザード                                  | 声の出演                                                                                        | 浅野まゆみ                                                             |
| 2004 | Pinocchio 3000                                                                                           | サイバリン                                  | 声の出演                                                                                        | N/A                                                                    |
| 2005 | レーシング・ストライプス Racing Stripes                                                                  | フラニー                                    | 声の出演                                                                                        | 中島知子（劇場公開版） 片岡富枝（日本テレビ版）                        |
| 2006 | Everyone's Hero                                                                                          | ダーリン                                    | 声の出演                                                                                        | N/A                                                                    |
| 2007 | アニー・リーボヴィッツ レンズの向こうの人生 Annie Leibovitz: Life Through a Lens                         | -                                           | ドキュメンタリー                                                                                |                                                                        |
| 2007 | 僕のアイデンティティーは一大事?! HOMIE SPUMONI                                                           | セルマ                                      |                                                                                                 |                                                                        |
| 2008 | スノー・バディーズ 小さな5匹の大冒険 SNOW BUDDIES                                                        | ミトンズ                                    | 声の出演                                                                                        | 野沢由香里                                                             |
| 2010 | トイ・ストーリー3 Toy story 3                                                                            | ストレッチ                                  | 声の出演                                                                                        | 片岡富枝                                                               |
| 2010 | ティーンエイジ・パパラッチ Teenage Paparazzo                                                             | -                                           | ドキュメンタリー                                                                                |                                                                        |
| 2011 | 私だけのハッピー・エンディング A Little Bit of Heaven                                                    | ゴッド                                      |                                                                                                 | 片岡富枝                                                               |
| 2011 | ザ・マペッツ The Muppets                                                                                 | 本人                                        |                                                                                                 | 片岡富枝                                                               |
| 2011 | 小さな機関車 リトル・エンジン The Little Engine That Could                                               | タワー                                      | 声の出演                                                                                        | 高橋佳那子                                                             |
| 2014 | ミュータント・タートルズ Teenage Mutant Ninja Turtles                                                    | バーナデット・トンプソン                    |                                                                                                 | 泉ピン子                                                               |
| 2014 | この町に生きて Big Stone Gap                                                                             | フリータ                                    | 磯辺万沙子                                                                                      |                                                                        |
| 2014 | トップ・ファイブ Top Five                                                                                | 本人                                        |                                                                                                 |                                                                        |
| 2016 | ザ・ビートルズ〜EIGHT DAYS A WEEK - The Touring Years The Beatles: Eight Days a Week – The Touring Years | -                                           | ドキュメンタリー                                                                                |                                                                        |
| 2017 | ナインイレヴン 運命を分けた日 9/11                                                                       | メッツィー                                  |                                                                                                 | 片岡富枝                                                               |
| 2021 | リタ・モレノ:私は進み続ける Rita Moreno: Just a Girl Who Decided to Go for It                            | 本人                                        | ドキュメンタリー 別題『俳優リタ・モレノ～彼女は前を向くと決めた～』                             | 真山亜子                                                               |
| 2021 | JFK/新証言 知られざる陰謀【劇場版】 JFK Revisited: Through the Looking Glass                             | N/A                                         | ドキュメンタリー ナレーター                                                                     | 斉藤貴美子                                                             |
| 2022 | ティル Till                                                                                              | アルマ・カーサン                            | 兼製作                                                                                          | 片岡富枝                                                               |
| 2022 | ラック～幸運をさがす旅～ LUCK                                                                            | キャプテン                                  | Apple TV+オリジナル作品                                                                         | 小宮和枝                                                               |
| 2023 | カラーパープル The Color Purple                                                                          | 助産師                                      | カメオ出演                                                                                      |                                                                        |
| TBA  | Sister Act 3                                                                                             | デロリス（シスター・クラレンス）            |                                                                                                 |                                                                        |

### テレビシリーズ
| 年          | 題名                                                     | 役名                     | 備考                                      | 吹き替え           |
| ----------- | -------------------------------------------------------- | ------------------------ | ----------------------------------------- | ------------------ |
| 1986        | こちらブルームーン探偵社 Moonlighting                    | カミーユ                 | 第2シーズン第19話「詐欺師変われば時の人」 | 鈴木みえ           |
| 1988-1993   | 新スタートレック Star Trek: The Next Generation          | ガイナン                 | 計28話出演                                | 東美江             |
| 1990-1992   | キャプテン・プラネット Captain Planet and the Planeteers | ガイア                   | 計61話声の出演                            | 吉田理保子         |
| 1996        | マペット放送局 Muppets Tonight                           | 本人                     | 計1話出演                                 | 水原リン           |
| 2000        | ダナ&ルー リッテンハウス女性クリニック Strong Medicine   | リディア・エマーソン医師 | 計4話出演                                 |                    |
| 2003-2004   | Whoopi                                                   | Mavis Rae                | 計19話出演                                | N/A                |
| 2006        | LAW & ORDER:犯罪心理捜査班 Law & Order: Criminal Intent  | チェズレイ・ワトキンス   | 第5シーズン第20話「希望の家」             |                    |
| 2007-継続中 | The View                                                 | 司会                     |                                           | N/A                |
| 2007-2009   | 30 ROCK/サーティー・ロック 30 Rock                       | 本人                     | 計2話出演                                 | （吹き替え版なし） |
| 2008        | アントラージュ★オレたちのハリウッド Entourage            | ウーピー・ゴールドバーグ | 第5シーズン第4話「Fire Sale」             |                    |
| 2008        | ニューヨーク1973/LIFE ON MARS Life on Mars               | ブラザー・ラブバター     | 第5話「未来から来た男」                   |                    |
| 2009        | The Cleaner                                              | ポーリナ                 | 計3話出演                                 | N/A                |
| 2012        | glee/グリー Glee                                         | カルメン・ティビドー     | 計5話出演                                 | 磯辺万沙子         |
| 2018        | インスティンクト -異常犯罪捜査- Instinct                 | ジョアン・ロス           | 計6話出演                                 | 片岡富枝           |
| 2019年-     | ゴッドファーザー・オブ・ハーレム Godfather of Harlem     | ウィラ                   | 第2シーズン第7話                          | 片岡富枝           |
| 2020        | ステージド2 俺たちの舞台、アメリカ上陸!? Staged          | メアリー                 |                                           | 片岡富枝           |
| 2022        | スタートレック:ピカード Star Trek: Picard                | ガイナン                 | 計2話出演                                 | 東美江             |

### ラジオ
- Wake Up With Whoopi（2006年8月放送開始、アメリカ主要都市のFMステーション16局で放送）

### CM
- 森永製菓・ハイチュウ

## 日本語吹き替え
主に担当しているのは、以下の二人である。
片岡富枝
ディズニーアニメ『ライオン・キング』のウーピー演ずるハイエナのシェンジ役の日本語版で初担当。その後は洋画、アニメ問わずウーピーの作品のオファーの多くが片岡に来るようになり、専属（フィックス）として定着した。元々バイプレイヤーであったウーピーが、次第に主演もこなす女優となっていく過程を見ていて片岡は自分のことのように嬉しかったとインタビューで語っている。
小宮和枝
『ゴースト/ニューヨークの幻』（ソフト・機内上映版）で初担当。片岡と並んで多くの作品で吹き替えを担当しており、ウーピーのもう一人のフィックスとして定着している。
このほかにも、後藤和代、中村晃子、東美江、水原リンなども複数回、声を当てている。